# Micah Lea'alafa
Micah Lea'alafa (1 de junio de 1991) es un futbolista salomonense que juega como mediocampista en el Maritzburg United de la Premier Soccer League.

## Carrera
Comenzó a jugar en el Solomon Warriors en 2012, club con el que disputó dos ediciones de la Liga de Campeones de la OFC. En 2015 pasó al Amicale vanuatuense. Gracias a sus buenas actuaciones, ese año fue contratado por el Auckland City neozelandés.

### Clubes
| Club              | País          | Año           | Partidos | Goles |
| ----------------- | ------------- | ------------- | -------- | ----- |
| Solomon Warriors  | Islas Salomón | 2012-2015     | 9        | 5     |
| Amicale           | Vanuatu       | 2015          | 3        | 0     |
| Auckland City     | Nueva Zelanda | 2015-2019     | 70       | 34    |
| Maritzburg United | Sudáfrica     | 2019-presente | 11       | 0     |

### Selección nacional
En representación de la selección salomonense Sub-23 disputó el Torneo Preolímpico de la OFC 2012 donde convirtió tres goles ante Samoa Americana. Jugó también con la selección de futsal el Campeonato de la OFC 2013 y 2016. Con la selección mayor fue convocado para la Copa de las Naciones de la OFC 2016.